# Södra Ukrainas kärnkraftverk
Södra Ukrainas kärnkraftverk även Juzjnoukraїnska kärnkraftverk (ukrainska: Южноукраїнська АЕС) är Ukrainas näststörsta kärnkraftverk. Det ligger i närheten av staden Juzjnoukrajinska i Mykolajiv oblast och har tre tryckvattenreaktorer av typen VVER-1000 med en total effekt på 2 850 MW.
Den första kärnreaktorn började byggas den 1 augusti 1976 och reaktor 2 den 1 juli 1981. De anslöts till elnätet år 1982 respektive 1985. Den tredje reaktorn togs i drift den 20 september 1989. En fjärde reaktor började byggas 1987 men projektet avbröts två år senare.
Samtliga reaktorer drevs från början med kärnbränsle från Ryssland, men 2005 gjorde man ett mindre försök med bränsle från amerikanska Westinghouse. Sedan 2018 respektive 2020 drivs reaktor 3 och reaktor 2 med kärnbränsle från företagets anläggning i Västerås.

## Reaktorer
| Station | Typ             | Nettokapacitet | Byggstart       | Nätsynkronisering | Kommersiell drift inleddes | Tillstånd till |
| ------- | --------------- | -------------- | --------------- | ----------------- | -------------------------- | -------------- |
| Enhet 1 | VVER-1000 V-302 | 950 MWe        | 1 augusti 1976  | 31 december 1982  | 2 december 1983            | 2023           |
| Enhet 2 | VVER-1000 V-338 | 950 MWe        | 1 juli 1981     | 6 januari 1985    | 6 april 1985               | 2025           |
| Enhet 3 | VVER-1000 V-320 | 950 MWe        | 1 november 1984 | 20 september 1989 | 29 december 1989           |                |